# Marc Michetz
Marc Degroide dit Marc Michetz, né le 15 octobre 1951 à Ixelles et mort le 7 janvier 2025 (région de Bruxelles-Capitale), est un auteur de bande dessinée réaliste belge.

## Biographie
Marc Degroide naît le 15 octobre 1951 à Ixelles, une commune bruxelloise. Il vit pendant dix-huit ans au Katanga et rentre en Belgique pour y exercer différents métiers. Il suit une formation artistique à l'Académie royale des beaux-arts de Bruxelles. Il affectionne les arts martiaux japonais, et il pratique le judo, le kendo, puis l'iaï.
Il commence sa carrière comme collaborateur au studio Graton de 1975 à 1977 avant de publier ses planches dans le journal Tintin, dans Spatial puis chez Spirou. Passionné par le Japon médiéval et la culture japonaise, il crée en 1981, sur un scénario de Bosse, le personnage de Kogaratsu, — un samouraï sans maître. La série compte quatorze opus.
En 1990, il s'associe à Yann pour créer Tako, 2 albums dans la collection « Caractère » aux éditions Glénat en 1990-1996 et qui conte l’histoire de trois promises qui attendent le retour des samouraïs partis en guerre, une fable proche du Roi Lear de Shakespaere.
En 1986, il signe la pétition visant à rechercher Héctor Germán Oesterheld et en 1998, il participe à un court récit scénarisé par Yann Le Repos du samouraï, au second volume du collectif Sales Petits Contes consacré à Charles Perrault publié dans la collection « Humour libre » aux éditions Dupuis.
Parmi les œuvres de Michetz, on retrouve également des portfolios consacrés au Japon. Le premier intitulé sobrement Japon est paru en 1987, suivi quatorze ans plus tard par Femmes.
Par ailleurs, Michetz expose ses œuvres : Kogaratsu au 6e Festival BulleBerry à Bourges (2009), Michetz - Illustrations à la Galerie Petits Papiers à Paris (2013), à l'occasion du 30e anniversaire de Kogaratsu au Museum of original figurines à Bruxelles, la même année, Japonaiseries à la Galerie Huberty et Breyne à Bruxelles (2015), Le Rouge et le noir à la Galerie Huberty et Breyne à Paris (2016).

### Mort
Il meurt le 7 janvier 2025,,,,, à l'âge de 73 ans.

### Analyse
Selon Patrick Gaumer : « Alliant un trait aérien et un très grand souci de documentation, Michetz s'impose rapidement comme un très bon illustrateur réaliste dont on regrette une production trop intermittente. ».

## Œuvres

### Albums
Kogaratsu
- 0. Le Pont de nulle part, Dupuis, coll. « Repérages », Marcinelle, janvier 1991
Scénario : Bosse - Dessin et couleurs : Marc Michetz -  (ISBN 2800118121),5 histoires courtes publiées pour le journal Spirou en 1987-1988.
- 1. Le Mon au lotus de sang[2], Dupuis, coll. « Dupuis Aventures », Marcinelle, avril 1985
Scénario : Bosse - Dessin et couleurs : Marc Michetz -  (ISBN 2800110643)
- 2. Le Trésor des Étas[2], Dupuis, coll. « Dupuis Aventures », Marcinelle, septembre 1986
Scénario : Bosse - Dessin et couleurs : Marc Michetz -  (ISBN 2800113936)
- 3. Le Printemps écartelé[2], Dupuis, Marcinelle, janvier 1988
Scénario : Bosse - Dessin : Marc Michetz - Couleurs : Janet Gale -  (ISBN 2800115785)
- 4. Le Dos du tigre, Dupuis, coll. « Repérages », Marcinelle, décembre 1992
Scénario : Bosse - Dessin et couleurs : Marc Michetz -  (ISBN 2800119381)
- 5. Par-delà les cendres[18], Dupuis, coll. « Repérages », Marcinelle, mars 1994
Scénario : Bosse - Dessin et couleurs : Marc Michetz -  (ISBN 2800120940)
- 6. L'Homme sur la vague, Dupuis, coll. « Repérages », Marcinelle, juin 1995
Scénario : Bosse - Dessin et couleurs : Marc Michetz -  (ISBN 2800121823),avec un livret Fragments :  vie et légende d'un rônin.
- 7. L'Autre moitié du ciel, Dupuis, coll. « Repérages », Marcinelle, novembre 1997
Scénario : Bosse - Dessin et couleurs : Marc Michetz -  (ISBN 2800123125)
- 8. Sous le regard de la lune, Dupuis, coll. « Repérages », Marcinelle, octobre 1999
Scénario : Bosse - Dessin et couleurs : Marc Michetz -  (ISBN 2800126620)
- 9. La Stratégie des phalènes[19], Dupuis, coll. « Repérages », Marcinelle, novembre 2000
Scénario : Bosse - Dessin et couleurs : Marc Michetz -  (ISBN 2800128550)
- 10. Rouge ultime[20], Dupuis, coll. « Repérages », Marcinelle, octobre 2002
Scénario : Bosse - Dessin et couleurs : Marc Michetz -  (ISBN 2800131195)
- 11. Fournaise[21],[22], Dupuis, coll. « Repérages », Marcinelle, avril 2008
Scénario : Bosse - Dessin et couleurs : Marc Michetz -  (ISBN 9782800140674)
- 12. Le Protocole du mal[23],[24], Dupuis, Marcinelle, 5 février 2010
Scénario : Bosse - Dessin et couleurs : Marc Michetz -  (ISBN 9782800146621)
- 13. Taro[25],[26], Dupuis, Marcinelle, 4 juillet 2014
Scénario : Bosse - Dessin et couleurs : Marc Michetz -  (ISBN 9782800151274)

Tako
- 1. Tako[10],[28], Glénat, coll. « Caractère », Grenoble, octobre 1990
Scénario : Yann - Dessin et couleurs : Marc Michetz -  (ISBN 2-7234-1147-8),Noté au 2e plat VIII.90
- 2. Ama[29], Glénat, coll. « Caractère », Grenoble, septembre 1996
Scénario : Yann - Dessin et couleurs : Marc Michetz -  (ISBN 2-7234-1796-4)

### Illustration
- Exorcisme, scénario Didier Robert, Bruxelles, éditions Pyramides, 1997[30].

### Collectifs
- Collectif dont Michetz[31], Pétition : À la recherche d'Oesterheld et de tant d'autres !, Amnesty International - Belgique francophone ASBL Groupe 64, novembre 1986, 47 p. (présentation en ligne)
- Images du scoutisme - 50 ans de calendrier FSC[32], FSC, Bruxelles, 1991
Scénario et couleurs : collectif - Dessin : collectif dont Marc Michetz,Préface : Stéphane Steeman. Participation : septembre 1989.
- 2. Sales Petits Contes, Dupuis, coll. « Humour libre », Marcinelle, 1998
Scénario : Yann - Dessin : collectif dont Marc Michetz - Couleurs : quadrichromie -  (ISBN 2-8001-2620-5),Participation : Le Repos du guerrier.

### Périodiques
- Mutsuro Scénario : Bermany, (7 planches), journal Tintin, 1979[5]
- Hito le banni, journal Spatial, 1979
- Portfolio Fantaisies nippones, L'Immanquable, HS14, 2016.

### Para-BD
Marc Michetz réalise de très nombreuses illustrations pour des ex-libris, portfolios, sérigraphies, posters, cartes ou cartons, marque-pages, étiquettes de bière ou de vin et réalise des affiches pour des festivals,.

#### Portfolios
- Japon (1987) 6 dessins, 21,5 × 32 cm (éd. Ansaldi 500 ex.)
- Femmes (2001) 8 dessins + 1 page titre, 26 × 34 cm (éd. BD Must 475 ex.)
- Variations (2002) 6 dessins avec une sérigraphie, 26 × 36 cm (BD Must 450 ex.)
- Fantaisies (2019) (éd. Fugu).
- L'Œilleton (2021) (Barrabas)[34].

### Expositions
- 2009 : Kogaratsu au 6e Festival BulleBerry à Bourges[35] ;
- 2013 : Michetz - Illustrations[36], Galerie Petits Papiers, Paris du 24 janvier au 23 février 2013 ;
- 2013 : Expo au Museum of original figurines (MOOF) à Bruxelles jusqu'au 31 janvier 2014[37], célébration des 30 ans de Kogaratsu[38] ;
- 2015 : Japonaiseries[39],[40], Galerie Huberty et Breyne, Bruxelles du 9 janvier au 8 février 2015 ;
- 2016 : Le Rouge et le noir[41], Galerie Huberty et Breyne, Paris du 11 mai au 11 juin 2016 ;
- 2024 : 100[42], Marc Breyne Gallery, Bruxelles du 20 décembre 2024 au 12 janvier 2025.

## Réception

### Personnage de bande dessinée
En 1975, il fait l'objet d'un caméo dans l'album de Michel Vaillant : San Francisco Circus.
À partir de 1987, Christian Darasse sur un scénario de Hislaire lance dans Spirou la série Le Gang Mazda inspiré de son expérience dans le studio de dessin qu'il partagea avec Bernard Hislaire, Bosse et Marc Michetz au-dessus d'un garage Mazda situé près de la place Stéphanie à Bruxelles. Chacun des trois personnages étant calqué sur la psychologie de chacun des dessinateurs. Philippe Tome prend le relais à partir du troisième jusqu'au septième tome.